# Rotterdam Open 2002
Il Rotterdam Open 2002, conosciuto anche con il nome di ABN AMRO World Tennis Tournament 2002 è stato un torneo di tennis giocato sul cemento indoor. È stata la 29ª edizione del Rotterdam Open, 
che fa parte della categoria International Series Gold nell'ambito dell'ATP Tour 2002. Si è giocato all'Ahoy Rotterdam indoor sporting arena di Rotterdam in Olanda Meridionale, dal 18 al 24 febbraio 2002.

## Campioni

### Singolare
Nicolas Escudé ha battuto in finale  Tim Henman con il punteggio di 3–6, 7–6(6), 6–4

### Doppio
Roger Federer /  Maks Mirny hanno battuto in finale  Mark Knowles /  Daniel Nestor con il punteggio di 4–6, 6–3, 10–4